# Univerzitní basketbalová liga žen
Univerzitní basketbalová liga žen je česká univerzitní soutěž v basketbalu žen. První sezóna proběhla v letech 2021/2022. Organizátorem je Česká asociace univerzitního sportu. Vítězem prvního ročníku byla Univerzita Karlova.

## Herní systém
Liga je rozdělena do čtyř divizí a dvou konferencí. Každý tým hraje dva zápasy ve své divizi. Z divize postupují do play-off dva nejlepší týmy. Po dvou odehraných zápasech v play-off postupují týmy s lepším výsledkem do turnaje Final 4.

## Týmy v sezóně 2023/2024

### Divize Čechy
- Lékařská fakulta v Plzni Univerzity Karlovy
- Univerzita Karlova Hradec Králové

- Univerzita Pardubice
- Západočeská univerzita v Plzni

### Divize Jižní Morava
- Vysoké učení technické v Brně

- Masarykova univerzita

### Divize Praha
- Univerzita Karlova
- Vysoká škola ekonomická v Praze
- Vysoká škola chemicko-technologická v Praze

### Divize Severní Morava
- Ostravská univerzita
- Univerzita Palackého v Olomouci

## Přehled finalistů
| Sezóna  | Místo finále | Vítěz                           | Finalista                       | Skóre |
| ------- | ------------ | ------------------------------- | ------------------------------- | ----- |
| 2021/22 | Olomouc      | Univerzita Karlova              | Univerzita Palackého v Olomouci | 86:46 |
| 2022/23 | Olomouc      | Ostravská univerzita            | Vysoká škola ekonomická v Praze | 71:61 |
| 2023/24 | Ostrava      | Vysoká škola ekonomická v Praze | Ostravská univerzita            | 70:66 |
| 2024/25 | Praha        | Univerzita Karlova              | Vysoká škola ekonomická v Praze | 67:63 |